# Felipe Prohens
Felipe Prohens Osorio (Santiago, Chile, 8 de noviembre de 1980) es un piloto chileno de motociclismo. Participó, junto a su hermano Jaime Prohens en el Rally Dakar 2013, haciéndose conocidos en Chile como los «Hermanos Prohens».

## Rally Dakar 2009-2013
El año 2009 abandonó en la etapa 14, el año 2010 obtuvo el lugar n.° 20, el año 2011 fue n.° 22, el año 2012 fue n.°28. En el año 2013 obtuvo el lugar n.°20 de la general, igualando su mejor marca, establecida el año 2010.

## Resultados

### Rally Dakar
| Año     | Categoría | Vehículo | Posición | Etapas |
| ------- | --------- | -------- | -------- | ------ |
| 2009    | Motos     | Honda    | Ret.     | -      |
| 2010    | Motos     | Honda    | 20.º     | -      |
| 2011    | Motos     | Honda    | 22.º     | -      |
| 2012    | Motos     | Honda    | 28.º     | -      |
| 2013    | Motos     | Honda    | 20.º     | -      |
| 2014    | Motos     | Yamaha   | 43.º     | -      |
| Fuente: |           |          |          |        |